# Полек
Полек — поселок в Новозыбковском городском округе Брянской области.

## География
Находится в западной части Брянской области на расстоянии приблизительно 11 км на север-северо-запад по прямой от районного центра города Новозыбков.

## История
На карте 1941 года не отмечен. До 2019 года входил в состав Халеевичского сельского поселения Новозыбковского района до их упразднения.

## Население
Численность населения: 7 человек в 2002 году (русские 100 %), 7 в 2010.